# 안녕! 유에프오
"안녕! 유에프오"는 2004년에 개봉한 대한민국의 영화이다.

## 캐스팅
- 이범수 : 박상현 역
- 이은주 : 최경우 역
- 봉태규 : 상규 역
- 변희봉 : 복덕방 노인 역
- 전재형 : 유도복 역
- 이승훈 : 병훈 역
- 고서희 : 미란 역
- 권혁풍 : 상현 아버지 역
- 김응수 : 주인집 아저씨 역
- 김선화 : 주인집 아줌마 역
- 선지현 : 여중생 역
- 손영순 : 종점 할머니 역
- 김영재 : 정훈 역
- 조재윤 : 종점 직원 역
- 정인선 : 어린 최경우 역
- 김민교 : 정태 역
- 이규섭 : 아이스크림뚱보 역
- 박근수 : 취객 역
- 전인권 : 본인 역 (특별출연)